# Alan Lloyd Hodgkin
Sir Alan Lloyd Hodgkin OM (Banbury, 1914. február 5. – Cambridge, 1998. december 20.) angol fiziológus, biofizikus. 1963-ban Andrew Huxley-val és John Eccles-szel közösen elnyerte az orvostudományi Nobel-díjat az idegingerület terjedési módjának felfedezéséért. 

## Tanulmányai
Alan Hodgkin az oxfordshire-i Banbury-ben született 1914. február 5-én George Hodgkin és Mary Hodgkin (leánykori nevén Wilson) három fia közül a legidősebbként. Apja kvéker volt és az első világháborúban nem volt hajlandó fegyveres szolgálatot ellátni, ezért a Közel-Keleten segítette az örmény menekülteket. 1918-ban Bagdadban meghalt vérhasban. Alan a The Downs School-ban és a Gresham's School-ban végezte iskoláit. Gyermekkorában sokat túrázott és nagynénjének hatására madármegfigyeléssel foglalkozott. Tizenhat évesen elnyerte a Királyi Madárvédő Társaság bronzérmét egy esszéversenyen. A középiskola után 1932-től ösztöndíjjal a Cambridge-i Egyetem Trinity College-ében folytatta tanulmányait. Bár felmerült, hogy történelmet tanuljon (nagyapja és nagybátyja történészek voltak), végül zoológiai előadásokra járt és egyik tanára, Carl Pantin tanácsára behatóan tanulmányozta a fizikát és matematikát is. Diákként tanárainak hatására (mint a Nobel-díjas Edgar Adrian vagy Archibald Hill) idegélettani kísérletekbe fogott és a békaidegen áthaladó ingerületeket vizsgálta. Eredményeivel bizonyította az ingerülettovábbítás elektromos természetét és ennek hatására 1936-ban, doktori címének elnyerése után a Trinity College kutatói állást ajánlott fel neki. Archibald Hill a téziseit elküldte (a szintén Nobel-díjas) Herbert Gassernak, aki meghívta Hodgkint a New York-i Rockefeller Intézetbe. Amerikai tartózkodása idején megtanulta a rendkívül nagy idegsejtekkel rendelkező puhatestű kalmárok neuronjainak kipreparálását. 1938-ban visszatért Cambridge-be és a következő évben megkezdte sok évig tartó együttműködését Andrew Huxley-val (aki kezdetben a diákja volt). 

## Munkássága
Idegélettani kísérleteiket megszakította a második világháború kitörése. Hodgkin kezdetben a légierő számára végzett kutatásokat a nagy magasságban történő repülés élettani hatásairól, 1940 februárjától pedig bekapcsolódott a radar kifejlesztésébe. Egészen a háború végéig ezen a témán dolgozott, az ő csoportja az éjjeli bevetésre induló vadászrepülőgépekbe szerelhető, 10 cm-es hullámhosszú lokátort fejlesztette ki.
A háború után Hodgkin és Huxley visszatért Cambridge-be és folytatták ingerületvezetési kísérleteiket, melyek egy részét a plymouthi tengerbiológiai állomáson végezték. 1952-re kidolgozták elméletüket, miszerint az idegimpulzus nem az idegsejt-nyúlvány belsejében, hanem annak membránján történik, amikor vezetőképessége hirtelen megnő és a beáramló nátriumionok akciós potenciált hoznak létre. Feltételezték az általuk molekuláris kapunak nevezett ioncsatornák létét, melyeknek tényleges szerepét az akciós potenciál létrehozásában később Erwin Neher és Bert Sakmann bizonyította be. A későbbiekben Hodgkin az idegélettan egyéb problémáit, többek között a látás fiziológiáját kutatta.
Hodgkin Trinity College-beli teendői ellátása mellett 1951-ben a Royal Society professzora lett, melynek 1958-1960 között tisztségviselője is volt. 1959-63-ban tagja volt a Medical Research Council-nak, 1966-ban a Tengerbiológiai Társaság elnöke lett, 1971-ben megválasztották a Leicesteri Egyetem kancellárjának, 1970 és 1975 között pedig ő volt a Royal Society elnöke. 

## Díjai, címei
Andrew Huxley-vel és az ausztrál John Eccles-szel megosztva 1963-ban elnyerte az orvostudományi Nobel-díjat az idegimpulzus terjedési mechanizmusának felfedezéséért. További jelentősebb elismerései:
- 1955: Baly-érem (Royal College of Physicians)
- 1958: Royal-érem (Royal Society),
- 1965: Copley-érem (Royal Society),
- 1972-ben II. Erzsébet lovaggá ütötte
- 1973: Order of Merit

## Családja
Alan Hodgkin első amerikai látogatásának idején ismerkedett meg a későbbi Nobel-díjas Peyton Rous-val, akinek a lányát, Marion Rous-t 1944-ben feleségül vette. Három lányuk (Sarah, Deborah és Rachel Hodgkin) és egy fiuk (Jonathan Hodgkin) született. Hodgkin szabadidejében szépirodalmat olvasott, utazott és horgászott. 1998. december 20-án halt meg Cambridge-ben, 84 éves korában.